# São Martinho das Moitas
São Martinho das Moitas ou São Martinho das Moutas, anteriormente designada São Martinho de Gafanhão, é uma povoação portuguesa do Município de São Pedro do Sul que foi sede da extinta Freguesia de São Martinho das Moitas, freguesia que tinha 27,21 km² de área e 251 habitantes (2011), e, por isso, uma densidade populacional de 9 hab/km².
A Freguesia de São Martinho das Moitas foi extinta (agregada) pela reorganização administrativa de 2012/2013, sendo o seu território integrado na União das Freguesias de São Martinho das Moitas e Covas do Rio, territorialmente contínua.

Antigas freguesias que deram origem à União das Freguesias de São Martinho das Moitas e Covas do Rio (São Pedro do Sul).

A Freguesia de São Martinho das Moitas era uma das poucas freguesias portuguesas territorialmente descontínuas, consistindo em duas partes de extensão muito diferente: uma parte nordeste (cerca de 80% do território da antiga freguesia, contendo a maior parte dos seus lugares) e uma parte sudoeste (lugar de Gourim), separada da parte principal pelas freguesias de Covas do Rio (entretanto extinta) e Sul, do mesmo concelho.

## População
| População da freguesia de São Martinho das Moitas | População da freguesia de São Martinho das Moitas | População da freguesia de São Martinho das Moitas | População da freguesia de São Martinho das Moitas | População da freguesia de São Martinho das Moitas | População da freguesia de São Martinho das Moitas | População da freguesia de São Martinho das Moitas | População da freguesia de São Martinho das Moitas | População da freguesia de São Martinho das Moitas | População da freguesia de São Martinho das Moitas | População da freguesia de São Martinho das Moitas | População da freguesia de São Martinho das Moitas | População da freguesia de São Martinho das Moitas | População da freguesia de São Martinho das Moitas | População da freguesia de São Martinho das Moitas |
| ------------------------------------------------- | ------------------------------------------------- | ------------------------------------------------- | ------------------------------------------------- | ------------------------------------------------- | ------------------------------------------------- | ------------------------------------------------- | ------------------------------------------------- | ------------------------------------------------- | ------------------------------------------------- | ------------------------------------------------- | ------------------------------------------------- | ------------------------------------------------- | ------------------------------------------------- | ------------------------------------------------- |
| 1864                                              | 1878                                              | 1890                                              | 1900                                              | 1911                                              | 1920                                              | 1930                                              | 1940                                              | 1950                                              | 1960                                              | 1970                                              | 1981                                              | 1991                                              | 2001                                              | 2011                                              |
| 988                                               | 985                                               | 872                                               | 1 011                                             | 1 035                                             | 1 109                                             | 1 040                                             | 1 093                                             | 1 109                                             | 954                                               | 536                                               | 553                                               | 479                                               | 354                                               | 251                                               |

| Distribuição da População por Grupos Etários | Distribuição da População por Grupos Etários | Distribuição da População por Grupos Etários | Distribuição da População por Grupos Etários | Distribuição da População por Grupos Etários | Distribuição da População por Grupos Etários | Distribuição da População por Grupos Etários | Distribuição da População por Grupos Etários | Distribuição da População por Grupos Etários | Distribuição da População por Grupos Etários |
| -------------------------------------------- | -------------------------------------------- | -------------------------------------------- | -------------------------------------------- | -------------------------------------------- | -------------------------------------------- | -------------------------------------------- | -------------------------------------------- | -------------------------------------------- | -------------------------------------------- |
| Ano                                          | 0-14 Anos                                    | 15-24 Anos                                   | 25-64 Anos                                   | > 65 Anos                                    |                                              | 0-14 Anos                                    | 15-24 Anos                                   | 25-64 Anos                                   | > 65 Anos                                    |
| 2001                                         | 28                                           | 24                                           | 124                                          | 178                                          |                                              | 7,9%                                         | 6,8%                                         | 35,0%                                        | 50,3%                                        |
| 2011                                         | 15                                           | 18                                           | 87                                           | 131                                          |                                              | 6,0%                                         | 7,2%                                         | 34,7%                                        | 52,2%                                        |

Média do País no censo de 2001:  0/14 Anos-16,0%; 15/24 Anos-14,3%; 25/64 Anos-53,4%; 65 e mais Anos-16,4%

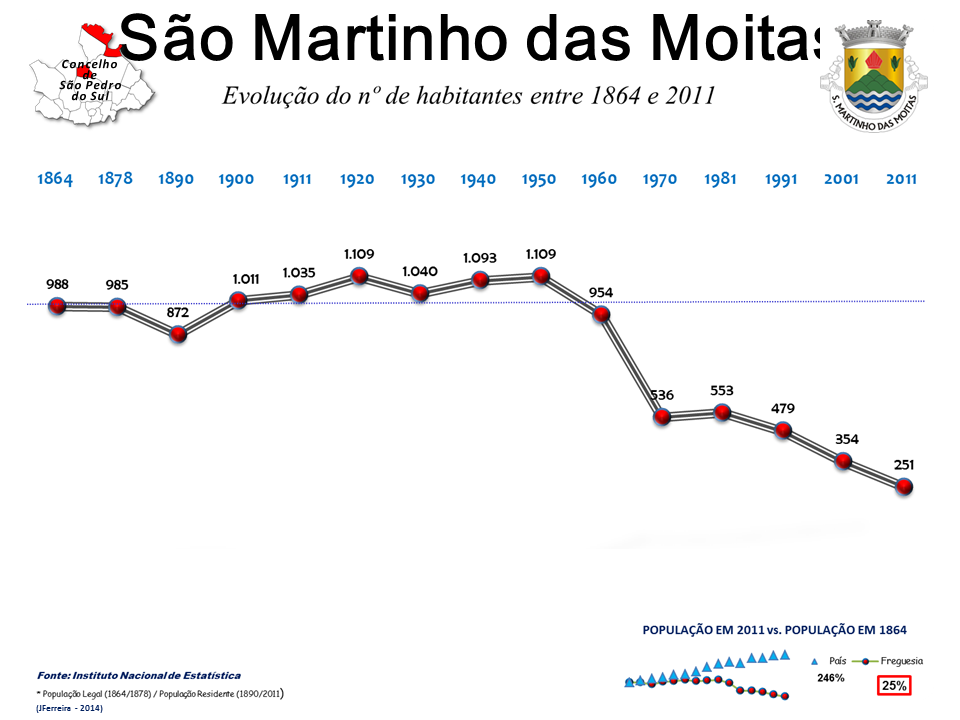
Evolução da População 1864 / 2011

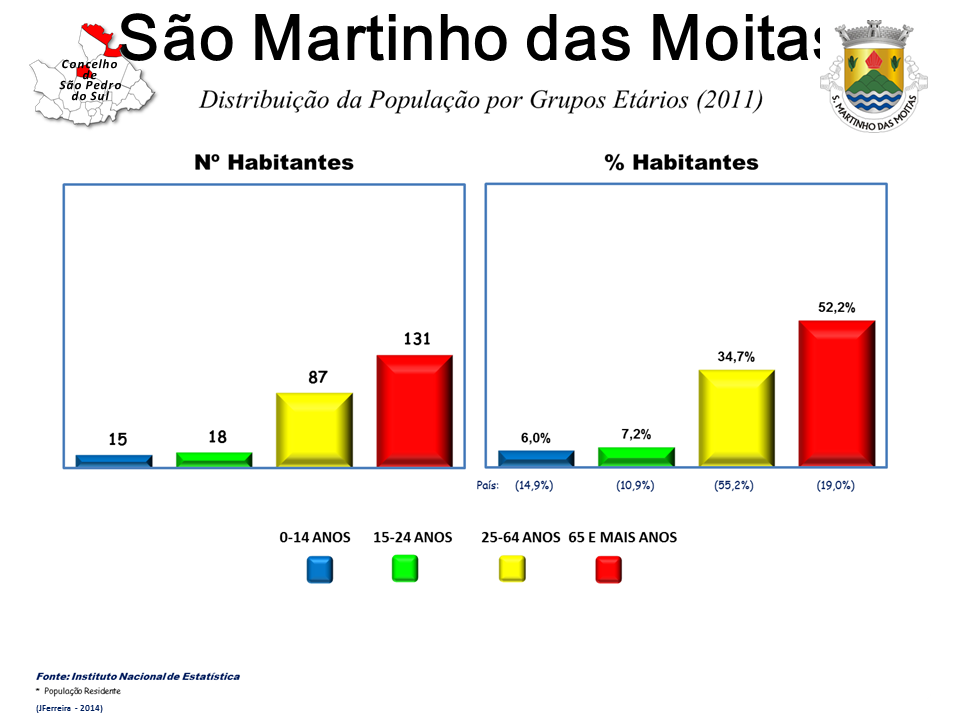
Evolução da População 1864 / 2011

Média do País no censo de 2011:   0/14 Anos-14,9%; 15/24 Anos-10,9%; 25/64 Anos-55,2%; 65 e mais Anos-19,0%

## Património
- Igreja Matriz de São Martinho das Moitas;
- Capela de Santa Catarina;
- Capela em Nodar;
- Capela em Sequeiros;
- Capela em Rompecilha;
- Capela na serra de São Macário.

## História
Até 1853, São Martinho das Moitas pertenceu ao extinto concelho de Sul.

## Lugares
Além da sede, a Freguesia de São Martinho das Moitas era composta pelos seguintes lugares:
- Ameixiosa;
- Covelinhas;
- Lageosa;
- Nodar;
- Posmil;
- Rompecilha;
- Sá;
- Sequeiros;
- Sete Fontes;
- Santo Estêvão;
- Souto.